# Ford F-Series
L'F-Series è una serie di pick-up full-size prodotti dalla Ford dal 1948.

## Il contesto
Il modello più popolare della serie è l'F-150. L'F-Series è stato il veicolo più venduto degli Stati Uniti per 24 anni, il pick-up più commercializzato per 34 anni ed il modello più venduto in Canada, anche se per quest'ultimo primato non vengono presi in considerazione i dati complessivi dei pick-up General Motors.
Nella decima generazione dell'F-Series, all'F-250 ed all'F-350, furono cambiati i corpi vettura e venne aggiunta la serie Super Duty.
Tutti i modelli sono caratterizzati dall'avere il motore montato anteriormente e la trazione integrale oppure posteriore.

## Prima serie (1948-1952)
La prima generazione di F-Series è stata introdotta nel 1948 come sostituta di una precedente linea di autocarri che è stata lanciata sul mercato nel 1941. La prima generazione di F-Series era venduta in otto diversi tipi di carrozzeria, tra cui scuolabus.
Questa generazione di F-Series possedeva un parabrezza piatto forgiato in un unico pezzo e dei fanali anteriori integrati. Essa aveva inoltre una cabina di guida piuttosto grande, e tra gli optional erano offerti il lavacristalli del parabrezza e dei vetri laterali, i parasole e delle luci rosse montate sul bordo delle portiere che segnalavano la presenza di queste ultime nel caso fossero state aperte. L'F-1 era anche disponibile con un allestimento cromato e con doppio clacson. Tutti i modelli F-Series di questa serie furono disponibili, fino al 1959, con la componentistica della trazione integrale prodotta dalla Marmon-Herrington.
Il design cambiò drasticamente dal 1950 al 1954, soprattutto per quanto riguarda la calandra.
La prima serie di F-Series fu assemblata in sedici differenti stabilimenti Ford. Un numero identificativo specificava il modello, il motore, l'anno ed il sito produttivo dove era fabbricato il singolo esemplare.
I modelli disponibili furono:
- F-1: 1/2 ton (4.700 GVWR max)
- F-2: 3/4 ton (5.700 GVWR max)
- F-3: Heavy Duty 3/4 ton (6.800 GVWR max)
- F-3: Parcel Delivery (7.000 GVWR max) e l'opzionale (7.800 GVWR max)
- F-4: 1 ton (7.500 GVWR max) ed opzionale 1¼ ton (10.000 GVWR max)
- F-5: 1½ ton (10.000–14.500 GVWR)
- F-6: 2 ton (14.000–16.000 GVWR)
- F-7: (17.000–19.000 GVWR)
- F-8: (20.000–22.000 GVWR)

Il modello più popolare fu l'F-1, seguito dall'F-2 e dall'F-3.
I motori offerti furono invece:
| Motore                             | Anni    | Potenza             | Disponibile su:    |
| ---------------------------------- | ------- | ------------------- | ------------------ |
| 3,7 L Ford a sei cilindri in linea | 1948–51 | 95 CV a 3.300 giri  | Dall’F-1 all’F-6   |
| 3,9 L Ford V8                      | 1948–52 | 100 CV a 3.800 giri | Dall’F-1 all’F-6   |
| 4,2 L Ford a sei cilindri in linea | 1948–51 | 110 a 3.400 giri    | Solo l’F-6         |
| 5,5 L Ford V8                      | 1948–51 | 145 CV a 3.600 giri | Solo l’F-7 e l’F-8 |
| 3,5 L Ford a sei cilindri in linea | 1952–53 | 101 CV              |                    |
| 4,6 L Lincoln V8                   | 1952–55 | 145 CV a 3.800 giri | Solo l’F-7         |
| 5,2 L Lincoln V8                   | 1952–55 | 155 CV a 3.900 giri | Solo l’F-8         |

I cambi disponibili erano manuali a 3, 4 e 5 rapporti.
Questa generazione di F-Series è stata assemblata a Dearborn, Edison, Long Beach, Norfolk, Saint Paul, Saint Louis, Hapeville e Highland Park.

## Seconda serie (1953-1956)
Nel 1953 l'F-Series fu oggetto di un restyling. In occasione di questa rivisitazione i modelli cambiarono nome: l'F-1 diventò F-100, l'F-2 diventò F-250 e l'F-3 diventò F-350. Vennero anche rivisti gli interni, a cui furono aggiunti le luci di cortesia, l'accendisigari, i braccioli, i parasole e la radio. Dall'anno del lancio di questa serie fu disponibile, come optional, il cambio automatico. 
Il 1953 fu l'ultimo anno, per il mercato di casa, del motore a valvole laterali montato sull'F-100. Negli Stati Uniti fu infatti ritirato dal mercato, ma in Canada continuò ad essere montato. Nel 1954 venne introdotto il nuovo motore monoalbero da 3,9 L di cilindrata e otto cilindri, chiamato Power King. La cilindrata del motore a sei cilindri fu incrementato da 3,5 L a 3,7 L. Venne introdotto il servosterzo come optional. Nel 1955 il motore da 3,9 L venne sostituito da propulsori da 4,5 L e 4,8 L.
L'F-100 fu offerto solo nel 1956, ed era facilmente riconoscibile dal parabrezza, che era avvolgente e possedeva dei montanti verticali. Esso si differenziava da quello dei modelli degli anni precedenti, i cui parabrezza avevano dei montanti inclinati ed una forma angolare. Il modello del 1956 era anche offerto con un opzionale lunotto avvolgente. Dal 1956, la Ford offrì una versione molto rara, per tutti i modelli, con basso GVWR. Sempre nel 1956 furono disponibili, come optional, le cinture di sicurezza.
Basandosi su quest'ultimo, nel 2013, presso il SEMA di Las Vegas, la Ford ha realizzato una versione speciale denominata Snakebit. Dotato di un propulsore 5.4 V8 sovralimentato, presenta numerosi adattamenti del design ispirati alle classiche Mustang Shelby. Il motore sviluppa 550 cv distribuiti sulla trazione posteriore tramite un cambio manuale a sei marce. Negli interni i pannelli sono stati realizzati a mano e sono presenti rivestimenti in pelle bicolore che interessano anche il cruscotto e i sedili. La creazione della Snakebit è stata voluta per destinare soldi alla realizzazione di un ospedale nella città natale di Shannon Tweed, moglie del bassista dei KISS Gene Simmons, i quali hanno presenziato alla presentazione del veicolo.
I modelli disponibili furono:
- F-100: 1/2 ton (5.000 GVWR max)
- F-110: 1/2 ton (4.000 GVWR max)
- F-250: 3/4 ton (7.400 GVWR max)
- F-260: 3/4 ton (4.900 GVWR max)
- F-350: 1 ton (9.800 GVWR max)
- F-360: 1 ton (7.700 GVWR max)

I motori offerti invece furono:
| Motore                                           | Anni    | Potenza |
| ------------------------------------------------ | ------- | ------- |
| 3,5 L Ford a sei cilindri in linea               | 1953    | 101 CV  |
| 3,9 L Ford V8                                    | 1953    | 100 CV  |
| 3,7 L Ford Mileage Maker a sei cilindri in linea | 1954–55 | 115 CV  |
| 3,9 L Ford Y-block V8                            | 1954–55 | 130 CV  |
| 3,7 L Ford Mileage Maker a sei cilindri in linea | 1956    | 137 CV  |
| 4,5 L Ford Y-block V8                            | 1956    | 173 CV  |

I cambi disponibili erano manuali a 3 o 4 rapporti. Il primo tipo era disponibile anche con overdrive.
Questa generazione di F-Series è stata assemblata a Dearborn, Edison, Long Beach, Norfolk, Saint Paul, Saint Louis, Hapeville, Highland Park, Louisville, San Jose e San Paolo (Brasile)
Questa serie fu prodotta dal 1953 al 1956, ma in Brasile venne assemblata dal 1957 al 1962.

## Terza serie (1957-1960)
I modelli vennero rivisti nel 1957. Furono installati dei nuovi parafanghi ed una nuova calandra cromata. Da questa generazione di F-Series in poi, la Ford cominciò a distinguere i due tipi di cassoni da carico che caratterizzavano i suoi pick-up, e che erano conosciuti come FlareSide e StyleSide. Il gruppo motopropulsore a quattro ruote motrici, precedentemente fabbricato dalla Marmon-Herrington, dal 1959 fu assemblato dalla Ford stessa. La Ford offriva, per ogni modello, la versione a basso GVWR.
Nel maggio del 1957 la produzione di autocarri a Highland Park terminò.
La terza generazione di F-Series (più precisamente i modelli F-100, F-350 e F-600) è stata anche costruita in Brasile dal 1962 al 1971.
I modelli disponibili furono:
- F-100 (F10, F11, F14): 1/2 ton (4.000-5.000 GVWR max)
- F-100 (F18, F19)(4×4): 1/2 ton (4.000-5.600 GVWR max)
- F-250 (F25, F26): 3/4 ton (4.900–7.400 GVWR max)
- F-250 (F28, F29)(4×4): 3/4 ton (4.900–7.400 GVWR max)
- F-350 (F35, F36): 1 ton (7.700–9.800 GVWR max)

I motori offerti furono invece:
| Motore                                           | Anni    | Potenza |
| ------------------------------------------------ | ------- | ------- |
| 3,7 L Ford a sei cilindri in linea Mileage Maker | 1958–60 | 137 CV  |
| 4,5 L Ford V8 Y-block                            | 1958    | 173 CV  |
| 4,8 L Ford V8 Y-block                            | 1959–60 | 186 CV  |

Questa generazione di F-Series è stata assemblata a Dearborn, Edison, Kansas City, Long Beach, Norfolk, Saint Paul, Saint Louis, La Boca (Argentina), Hapeville, Louisville, Wayne, Lorain, San Jose e San Paolo (Brasile).
È stata disponibile con un solo tipo di carrozzeria, pick-up due porte.

## Quarta serie (1961-1966)
I modelli furono oggetto di aggiornamento nel 1961. Dall'anno citato al 1963, gli F-Series vennero fabbricati a monoscocca e con cabina integrata. Dal 1964 furono invece assemblati con la tradizionale cabina separata.
Nel 1965 fu rivisto il gruppo motopropulsore; vennero infatti aggiornate le sospensioni, il telaio, i freni ed i motori. Le sospensioni anteriori erano indipendenti e furono pesantemente pubblicizzate con il nome "Twin I-Beam", sistema che su alcuni modelli verrà utilizzato, con alcune variazioni, fino al 1997.
Sempre nel 1965 venne introdotta una versione a quattro porte che possedeva una cabina che poteva ospitare sei passeggeri. Questa versione fu molto popolare. Anche questa generazione di F-Series era offerta anche con basso GVWR. Nel 1965 comparve per la prima volta l'allestimento Ranger, che era caratterizzato dall'avere sedili singoli derivati dalla Mustang. Questo allestimento era in precedenza utilizzato sulle vetture del marchio Edsel, e si riferiva all'allestimento base. Riferito alle F-Series, era però associato all'allestimento più elevato. Venne anche lanciata una versione denominata Camper Special.
Nel 1965 venne introdotto un nuovo motore a sei cilindri in linea da 4,9 L di cilindrata.
Questa generazione di F-Series è stata assemblata a Cuautitlán (Messico), Dearborn, Edison, Kansas City, Long Beach, Norfolk, Saint Paul, Saint Louis, General Pacheco (Argentina), Oakville, (Canada) Hapeville, Louisville, Wayne, Lorain e San Jose.
I modelli disponibili furono:
- F-100 (F10, F11, F14): 1/2 ton (4.000-5.000 GVWR max)
- F-100 (F18, F19)(4×4): 1/2 ton (4.000-5.600 GVWR max)
- F-250 (F25): 3/4 ton (7.400 GVWR max)
- F-250 (F26)(4×4): 3/4 ton (4.900 GVWR max)
- F-350 (F35): 1 ton (9.800 GVWR max)

I motori offerti furono invece:
| Motore                                           | Anni    | Potenza |
| ------------------------------------------------ | ------- | ------- |
| 3,7 L Ford a sei cilindri in linea Mileage Maker | 1961–64 | 114 CV  |
| 4,3 L Ford a sei cilindri in linea Mileage Maker | 1961–64 | 132 CV  |
| 4,8 L Ford V8 Y-block                            | 1961–64 | 135 CV  |
| 3,9 L Ford a sei cilindri in linea               | 1965–66 | 150 CV  |
| 4,9 L Ford a sei cilindri in linea               | 1965–66 | 170 CV  |
| 5,8 L Ford V8 FE                                 | 1965–66 | 172 CV  |

## Quinta serie (1967-1972)
Per la quinta serie il telaio non subì molte modifiche rispetto a quello introdotto nel 1965, includendo quindi le sospensioni anteriori indipendenti Twin-I-Beam per le versioni 4x2. Per le posteriori come optional erano presenti le Flex-O-Matic che riducendo la lunghezza di flessione delle balestre regolano la rigidità in base al carico.
Rispetto alla serie precedente vennero completamente rivisti carrozzeria ed interni, che divennero paragonabili a quelli di un'auto. Il look di questa nuova serie verrà preso come spunto per molto tempo riprendendo elementi come la linea stilistica che percorre tutta la fiancata sotto le maniglie, la larga griglia e le funzionali proporzioni.
Erano disponibili diverse versioni di pick-up: solo cabina e telaio, Steak and Platform: pianale piatto e sponde removibili (7.5, 9 o 12 piedi di lunghezza), Flareside: cassone con piano di carico interno al ponte posteriore e parafanghi esterni (6.5, 8 o 9 piedi di lunghezza, solo allestimenti poveri) o Styleside: cassone con larghezza pari alla cabina (6.5 o 8 piedi, non disponibile su F-350)
Negli anni sessanta il pickup era visto dagli americani per lo più come un mezzo da lavoro, quindi con standard di rifiniture e comfort non elevatissimi. Ma in questo periodo il pickup inizia ad essere molto utilizzato anche come seconda auto o anche per il campeggio quindi optionals un tempo rari divennero anno dopo anno più popolari. Su questi veicoli infatti è possibile trovare motore v8, cambio automatico, servosterzo, servofreno, autoradio, e addirittura l'aria condizionata.
Dal 1967 erano disponibili tre allestimenti: Standard Cab, Custom Cab e il più lussuoso Ranger. Questi allestimenti includevano optionals come: cromature extra sia interne che esterne, particolari degli interni coordinati, accendisigari, braccioli, isolamento supplementare, indicatore pressione olio e amperometro in sostituzione delle spie.
Nel 1970 ci fu un aggiornamento di metà serie, la griglia anteriore venne completamente rivista e molti particolari cambiarono e le versioni a basso GVWR furono eliminate. Gli allestimenti furono modificati: la versione base divenne la Custom, poco al di sopra venne ideata la Sport Custom e oltre alla Ranger si aggiunse la top di gamma Ranger XLT. Inoltre durante il secondo semestre dell'anno veniva reso disponibile un ulteriore allestimento chiamato Explorer Special che includeva alcune caratteristiche del Ranger ma ad un prezzo più vantaggioso.
In questa serie si possono trovare pacchetti come il camper special, contractor special, farm & ranch special e heavy duty special, che includono extra come strumentazione ausiliaria, porta attrezzi ma soprattutto componenti maggiorati come sospensioni, freni, ruote specchietti, radiatore, clacson, alternatore e batteria.
La quinta serie si caratterizza per l'esecuzione di facelifting per ogni anno di produzione, e la possibilità di personalizzare il mezzo in migliaia di combinazioni, era possibile scegliere tra 5 motori, diverse trasmissioni di cui 2 automatiche, diverse lunghezze e tipologie di cassone, diverse colorazioni alcune bicolore, diversi rapporti di trasmissione al ponte e molti optionals sia a livello meccanico che di comfort e aspetto.
La quinta generazione di F-Series fu introdotta in Brasile nel 1971, dove rimase in produzione fino al 1992. Durante gli anni in cui fu prodotta nel Paese sudamericano, venne leggermente rivista la linea e le motorizzazioni includendo un propulsore diesel. molto particolare la versione suv.
I modelli disponibili furono:
- F-100: 1/2 ton (5.600 GVWR max)
- F-100: 1/2 ton (4x4)(5.600 GVWR max)
- F-250: 3/4 ton (6.500 GVWR max)
- F-250: 3/4 ton (4×4)(6.800 GVWR max)
- F-350: 1 ton (7.800 GVWR max)
- F-350: 1 ton (4×4)(8.000 GVWR max)

I motori offerti furono invece:
| Motore                             | Anni    | Potenza |
| ---------------------------------- | ------- | ------- |
| 3,9 L Ford a sei cilindri in linea | 1967–72 | 150 CV  |
| 4,9 L Ford a sei cilindri in linea | 1967–72 | 170 CV  |
| 4,9 L Ford Windsor V8              | 1969–72 | 205 CV  |
| 5,8 L Ford FE V8                   | 1967    | 208 CV  |
| 5,9 L Ford FE V8                   | 1968–72 | 215 CV  |
| 6,4 L Ford FE V8                   | 1967–72 | 255 CV  |

Questa generazione di F-Series è stata assemblata a Valencia (Venezuela), Cuautitlán (Messico), Dearborn, Edison, Kansas City, Long Beach, Norfolk, Saint Paul, Saint Louis, General Pacheco (Argentina), San Paolo (Brasile), Oakville (Canada), Hapeville, Louisville, Wayne e San Jose.

## Sesta serie (1973-1979)
La F-Series è stata oggetto di restyling nel 1973, e questa revisione coinvolse quasi esclusivamente le caratteristiche estetiche. La calandra ora possedeva due inserti in plastica simil-argento, divisi da una barra di alluminio. Sopra, era presente la dicitura "F O R D". I modelli medi, comunque, non vennero aggiornati come quelli più piccoli, che furono in pratica riprogettati quasi completamente. I primi, infatti, assomigliavano profondamente agli analoghi modelli della serie precedente. Durante gli anni in cui fu prodotta, la calandra ed i fanali di questa generazione di F-Series furono oggetto di un aggiornamento costante.
Nel 1973 fu lanciato sul mercato un nuovo modello, l'F350 SRW (l'ultimo acronimo significa “single rear wheel”, cioè con ruote posteriori non gemellate). Era particolarmente adatto ai campeggiatori.
Nel 1974 fu introdotta la versione a cabina allungata. Nel 1976 la F-Series diventò il modello di furgone più venduto negli Stati Uniti. Questa generazione di F-Series è famosa per la durabilità dei pannelli; la Ford infatti fece abbondante uso di galvanizzazione per evitare il fenomeno della corrosione. I vari tipi di GVWR erano legati alla combinazione di ruote, molle, assi e freni differenti.
Dal 1978, la Ford riprogettò il Bronco basandolo sull'F-150. Il Bronco era ora esteticamente quasi identico all'F-150, eccetto per la sua monoscocca.
I modelli disponibili furono:
- F100 F101 F102 F103 F104 F105 F106 F107 F108 F109 F10N: 1/2 ton (4.550-5.700 GVWR max)
- F110 F111 F112 F113: 1/2 ton (4×4)(5.25-6.500 GVWR max)
- F150 F151: "heavy" 1/2 ton (6.050–6.200 GVWR max)
- F140 F141 F142 F143: "heavy" 1/2 ton (4x4)(6.050–6.500 GVWR max)
- F250 F251 F252 F253 F254 F255 F256 F257 F258 F259: 3/4 ton (6.200–8.100 GVWR max)
- F260 F261 F262 F263 F264 F265 F266: 3/4 ton (4×4) (6.500–8.400 GVWR max)
- F350 F350 F351 F352 F353 F354 F355 F356 F357 F358 F359 F35P: 1 ton (6.000–10.000 GVWR max)
- F-360: 1 ton (4×4) (8.550 GVWR max)

I motori offerti furono invece:
| Motore                             | Anni    | Potenza    |
| ---------------------------------- | ------- | ---------- |
| 3,9 L Ford a sei cilindri in linea | 1973–77 |            |
| 4,9 L Ford a sei cilindri in linea | 1973–79 |            |
| 5 L Ford V8 Windsor                | 1969–72 | 130 CV     |
| 5,9 L Ford V8 FE                   | 1973–76 | 145 CV     |
| 6,4 L Ford V8 FE                   | 1973–77 | 195 CV     |
| 7,5 L Ford V8 385                  | 1973–79 | 200–220 CV |
| 5,8 L Ford V8 351M                 | 1977–79 | 150 CV     |
| 6,6 L Ford V8 400                  | 1977–79 | 169 CV     |

Questa generazione di F-Series è stata assemblata a Dearborn, Edison, Kansas City, Louisville, Norfolk, San Jose, Saint Paul, Wayne, Cuautitlán (Messico), General Pacheco (Argentina) e Oakville (Canada).

## Settima serie (1980-1986)
L'F-Series è stata totalmente rivista nel 1980. Venne installato un telaio totalmente nuovo ed un più grande corpo vettura; è stato il primo aggiornamento di una certa importanza dal 1965. Esteriormente i nuovi modelli erano simili a quelli delle precedenti generazioni; ciò che cambiò fu l'aerodinamica ed i consumi di carburante dei motori. Per quanto riguarda la linea, ora era più squadrata, possedeva dei pannelli più piatti ed aveva dei bordi più “taglienti”.
Per contenere i consumi di carburante, le F-Series ebbero in dotazione, tra l'altro, un più piccolo motore V8 Windsor. Nel 1983 venne aggiunto un motore Diesel. Il propulsore da 6,9 L di cilindrata ora produceva la stessa potenza del motore V8 da 5,8 L, ma consumava come il propulsore da 4,9 L. Nell'ottica di ridurre i consumi venne introdotto anche un nuovo cambio Ford, l'AOD, che era automatico a quattro rapporti.
Un grande cambiamento del 1982 fu l'applicazione del logo ovale blu della Ford, che fu aggiunto al centro della calandra. Fu l'ultimo anno dell'allestimento Ranger, il cui nome il cui nome ora designava un modello a sé stante che derivava dal Courier. Fu anche l'ultimo anno dell'F-100.
Anche questa generazione di F-Series aveva installato pannelli galvanizzati per prevenire la corrosione.
Nel 1980 e nel 1981 furono disponibili gli allestimenti Custom, Ranger, Ranger XLT, Ranger Lariat ed Explorer. Dal 1982 al 1986 vennero commercializzati gli allestimenti Base, XLS, XLT Lariat, Explorer, Eddie Bauer.
I motori disponibili furono:
| Motore                                       | Anni    | Potenza | Coppia  | Note |
| -------------------------------------------- | ------- | ------- | ------- | ---- |
| 3,8 L Ford Essex V6                          | 1982–83 | 110 CV  | 248 N•m |      |
| 4,2 L Ford Windsor V8                        | 1980–81 | 115 CV  | 279 N•m |      |
| 4,9 L Ford in linea a sei cilindri           | 1980    | 117 CV  | 308 N•m |      |
| 4,9 L Ford † in linea a sei cilindri         | 1980    | 120 CV  | 310 N•m |      |
| 4,9 L Ford in linea a sei cilindri           | 1981–86 | 122 CV  | 346 N•m |      |
| 5 L Ford Windsor V8                          | 1980–85 | 133 CV  | 316 N•m |      |
| 5 L Ford Windsor V8                          | 1985–86 | 185 CV  | 366 N•m |      |
| 5,8 L Ford 351M V8                           | 1980–82 | 136 CV  | 355 N•m |      |
| 5,8 L Ford Windsor V8                        | 1980–82 | 136 CV  | 355 N•m |      |
| 5,8 L Ford Windsor V8                        | 1983–85 | 150 CV  | 380 N•m |      |
| 5,8 L Ford Windsor V8                        | 1984–86 | 210 CV  | 414 N•m |      |
| 6,6 L Ford † 400 V8                          | 1980–82 | 136 CV  | 420 N•m |      |
| 6,9 L International Harvester IDI diesel V8† | 1983–87 | 170 CV  | 427 N•m |      |
| 7,5 L Ford † 385 V8                          | 1983–84 | 225 CV  | 515 N•m |      |
| 7,5 L Ford †† 385 V8                         | 1985–86 | 245 CV  | 522 N•m |      |

† Disponibile solo sull'F-250 HD e sull'F-350

†† Disponibile dal 1984 al 1985 sull'HD F-250 e sull'F-350, ma dal 1986 su tutti i modelli
Questa generazione di F-Series è stata assemblata a Dearborn, Kansas City, Norfolk, San Jose, Saint Paul, Wayne, Cuautitlán (Messico), General Pacheco (Argentina) e Oakville (Canada).

## Ottava serie (1987-1991)
Nel 1987 i modelli furono nuovamente rivisti, e gli aspetti manutentivi vennero semplificati. Venne offerto di serie il sistema anti bloccaggio. Nel 1988 fu aggiunto alla gamma il cambio manuale Mazda M5OD a cinque rapporti, mentre il cambio Borg-Warner T18 a quattro velocità fu mantenuto.
Il sistema a trazione integrale e le sospensioni vennero rivisti. Il motore da 5 L di cilindrata possedeva ora la scatola di rinvio elettronica. Gli allestimenti disponibili furono il Custom (tolto dal mercato 1988), XL, XLT, e XLT Lariant. Nel 1991 venne introdotto il pacchetto Nite, che comprendeva alcune rifiniture estetiche.
Dal 1987 al 1997 vennero aggiunti alla gamma i modelli F-Super Duty, che erano in sostanza degli F-450 modificati.
I modelli disponibili furono:
- F-150: 1/2 ton (6.250 GVWR max)
- F-250: 3/4 ton (8.800 GVWR max)
- F-350: 1 ton (11.000 GVWR max)
- F-Super Duty: 1 ton plus (15.000 GVWR max)

I motori disponibili furono:
| Motore                        | Anni       | Potenza | Coppia  | Note |
| ----------------------------- | ---------- | ------- | ------- | ---- |
| 4,9 L a sei cilindri in linea | 1987–91    | 165 CV  | 373 N•m |      |
| 5 L V8                        | 1987–91    | 185 CV  | 370 N•m |      |
| 5,8 L V8                      | 1987       | 210 CV  | 414 N•m |      |
| 5,8 L V8                      | 1988–91    | 210 CV  | 427 N•m |      |
| 7,5 L V8                      | 1987       | 225 CV  | 491 N•m |      |
| 7,5 L V8                      | 1988–91    | 230 CV  | 530 N•m |      |
| 6,9 L Diesel V8               | 1982- 1987 | 170 CV  | 427 N•m |      |
| 7,3 L Diesel V8               | 1987–91    | 180 CV  | 468 N•m |      |

I cambi disponibili furono:
- C6 tre rapporti automatico;
- Borg-Warner T18 quattro rapporti manuale;
- Mazda M5OD cinque rapporti manuale;
- ZF S5-42 cinque rapporti manuale.

Questa generazione di F-Series è stata assemblata a Kansas City, Norfolk, Wayne, Cuautitlán (Messico), General Pacheco (Argentina), São Bernardo do Campo (Brasile), Louisville e Oakville (Canada).

## Nona serie (1992-1997)
Nel 1992 i modelli furono oggetto di una nuova revisione, in occasione della quale ricevettero un nuovo frontale, un cruscotto aggiornato ed un nuovo piano di carico. Il pacchetto Nite, introdotto l'anno precedente, fu confermato, ma venne tolto dal mercato alla fine del model year 1992.
Nel 1994 vennero applicati alcuni cambiamenti, incluso l'aggiornamento del cruscotto, il montaggio di un airbag lato passeggero (solo però sull'F-150), l'installazione della terza luce di stop ed il montaggio di un nuovo sistema ad aria condizionata. Nuovi optional furono il keyless entry system, il lettore CD ed i sedili elettrici. Come per l'Explorer, l'allestimento Eddie Bauer, che comprendeva un equipaggiamento superiore, fu aggiunto sull'F-150 nel 1995. Questo allestimento non era disponibile sull'F-250 e sull'F-350.
Le vendite di F-Series ammontarono a circa 500.000 unità nel 1992 ed a 800.000 esemplari nel 1996. Questo portò la Ford a sorpassare il gruppo General Motors nelle vendite di autocarri.
I modelli disponibili furono:
- F-150: 1/2 ton (6.100 GVWR max)
- F-250: 3/4 ton (8.300 GVWR max)
- F-250 HD: 1992–1997; Heavy Duty 3/4 ton (8.800 GVWR max)
- F-350: 1 ton (10.000 GVWR max)
- F-Super Duty: 1 ton plus (15.000 GVWR max)

I motori disponibili furono invece:
| Motore                                      | Anni    | Potenza | Coppia  | Note                            |
| ------------------------------------------- | ------- | ------- | ------- | ------------------------------- |
| 4,9 L di cilindrata a sei cilindri in linea | 1992–93 | 145 CV  | 359 N•m |                                 |
| 4,9 L a sei cilindri in linea               | 1994–96 | 150 CV  | 350 N•m |                                 |
| 5 L V8                                      | 1992–93 | 185 CV  | 370 N•m |                                 |
| 5 L V8                                      | 1994–96 | 205 CV  | 373 N•m | 195 CV se con cambio automatico |
| 5,8 L V8                                    | 1992    | 210 CV  | 427 N•m |                                 |
| 5,8 L V8                                    | 1993    | 200 CV  | 420 N•m |                                 |
| 5,8 L V8                                    | 1993–95 | 240 CV  | 460 N•m |                                 |
| 5,8 L V8                                    | 1994–96 | 210 CV  | 441 N•m |                                 |
| 7,5 L V8                                    | 1992–93 | 230 CV  | 530 N•m |                                 |
| 7,5 L V8                                    | 1994–97 | 245 CV  | 536 N•m |                                 |
| 7,3 L Diesel V8                             | 1992–94 | 185 CV  | 490 N•m |                                 |
| 7,3 L Diesel V8                             | 1992–94 | 190 CV  | 530 N•m |                                 |
| 7,3 L Diesel V8                             | 1994–97 | 235 CV  | 576 N•m |                                 |

Il motore a 7,5 L ed il propulsore Diesel non erano disponibili sull'F-150. I motori da 4,9 L e 5 L non erano invece offerti sull'F-350 e sull'F-450.
I cambi disponibili furono:
- C6 tre rapporti automatico;
- E4OD quattro rapporti manuale;
- AOD-E quattro rapporti automatico
- NP435 quattro rapporti manuale
- Mazda M5OD cinque rapporti manuale
- ZF S5-42 cinque rapporti manuale
- ZF S5-47 cinque rapporti manuale

Questa generazione di F-Series è stata assemblata a Cuautitlán (Messico), Kansas City, Norfolk, Wayne, General Pacheco (Argentina), São Bernardo do Campo (Brasile), Louisville, Oakville (Canada), Valencia (Venezuela) e Saint Paul.
Una versione speciale ad alte prestazioni dell'F-150 venne introdotta nel 1993. Denominata SVT Lightning, possedeva un motore V8 Windsor FI da 5,8 L di cilindrata erogante 240 CV di potenza.
Alcuni modelli dell'F350 sono stati convertiti in ambulanze da vari istituti sanitari americani.

## Decima serie (1997-2004)
Nel 1997 la Ford fece una profonda revisione dei modelli. Questo restyling fu il più importante dal 1980, e quindi venne ampiamente pubblicizzato; la campagna iniziò durante il 30° Super Bowl. Con la nuova revisione i modelli possedevano ora un frontale più arrotondato. Più in generale, la linea dei modelli fu rivoluzionata, prediligendo gli aspetti aerodinamici. Anche gli interni vennero rivisti.
L'F-250 era, in sostanza, un F-150 con alcuni componenti, come le sospensioni, rinforzati. I pannelli del corpo vettura erano i medesimi. I modelli offerti dell'F-250 erano due, quello base (light-duty) e l'HD (heavy-duty). La gamma andava dall'F-250 all'F-550.
Con la nuova generazione vennero commercializzati anche dei nuovi motori ad alta efficienza. Il motore V6 a valvole in testa da 4,2 L di cilindrata che si basava sul propulsore V6 Ford Essex da 3,8 L, sostituì il motore in linea a sei cilindri da 4,9 L a valvole in testa, mentre i V8 monoalbero da 4,6 e 5,4 L rimpiazzarono i motori V8 a valvole in testa da 5 L e 5,8 L. Il motore V8 da 7,5 L, che era montato sui modelli più grandi, venne sostituito da un propulsore V10 da 6,8 L. I motori V8 da 4,6 e 5,4 L vennero commercializzati sotto il nome Triton.
Venne offerta una grande quantità di varianti che si differenziavano dal tipo di cabina e dal genere di piano di carico. Una nuova generazione della versione speciale Lightning venne introdotta nel 1999. Fu affiancata anche da altre serie speciali, come l'Harley-Davidson. Questa generazione di F-150 ricevettero un basso giudizio riguardo ai test di impatto frontale eseguiti dall'Insurance Institute for Highway Safety.
Le vendite dell'F-150 salirono da 750.000 esemplari a 900.000 unità del 2001. La rivista Motor Trend nominò l'F-150 “autocarro dell'anno” del 1997. Nonostante questo premio, la decima generazione di F-Series ebbe diversi problemi di affidabilità della meccanica, che costrinsero la Ford a richiamare in fabbrica, nel 2007, 155.000 esemplari di pick-up e SUV prodotti nel 2003. Questa non fu un'eccezione, dato che la Ford, dal 1994 al 2002, richiamò molte altre decine di migliaia di veicoli.
Anche questa serie fu a motore anteriore e trazione integrale o posteriore. Venne montata sul pianale P della Ford.
I motori offerti furono:
| Motore                             | Anni      | Potenza | Coppia  | Note                     |
| ---------------------------------- | --------- | ------- | ------- | ------------------------ |
| 4,2 L di cilindrata Essex V6       | 1997–2003 | 202 CV  | 342 N•m |                          |
| 4,6 L Triton V8                    | 1997–1998 | 220 CV  | 380 N•m |                          |
| 4,6 L Triton V8                    | 1999–2003 | 231 CV  | 397 N•m |                          |
| 5,4 L Triton V8                    | 1997–1998 | 235 CV  | 450 N•m |                          |
| 5,4 L Triton V8                    | 1999–2003 | 260 CV  | 470 N•m |                          |
| 5,4 L sovralimentato Triton V8     | 1999–2000 | 360 CV  | 610 N•m | Su serie Lightning       |
| 5,4 L sovralimentato Triton V8     | 2001–2003 | 380 CV  | 610 N•m | Su serie Lightning       |
| 5,4 L sovralimentato Triton V8     | 1999–2003 | 340 CV  | 576 N•m | Su serie Harley-Davidson |
| 6,8 L Triton V10                   | 1999–2003 | 310 CV  | 576 N•m | Solo su Super Duty       |
| 7,3 L Power Stroke Turbo Diesel V8 | 1999–2003 | 250 CV  | 680 N•m | Solo su Super Duty       |

I cambi disponibili furono:
- quattro rapporti automatico;
- cinque rapporti manuale;

Questa generazione di F-Series è stata assemblata a Cuautitlán (Messico), Kansas City, Norfolk, Louisville, Oakville (Canada) e Valencia (Venezuela).

## Undicesima serie (2004-2008)
Nel 2004 la Ford riprogettò l'F-150 sul pianale P2. Vennero aggiornati i finestrini laterali e le portiere. Inizialmente, solo il motore Ford Triton da 4,6 L di cilindrata o il nuovo propulsore Triton da 5.4 L, insieme al cambio automatico a quattro rapporti, vennero offerti alla clientela. Nel 2005 il motore V6 Essex da 4,2 L ed il cambio manuale a cinque rapporti diventarono disponibili di serie. Questi ultimi, nel 2004, erano infatti offerti solo sui veicoli venduti come mezzi aziendali.
L'F-250 e l'F-350 “Super Duty”, che erano basati sul pianale P3, possedevano una differente classe GVWR (oltre 8.500) rispetto alla serie regolare. Nel 2005 venne aggiornato il motore da 5,4 L. Nel 2006 venne rivisto il paraurti anteriore, che ora poteva ospitare dei fendinebbia circolari. Questa novità fu il tratto distintivo tra i modelli prodotti prima del 2006 e quelli invece che vennero assemblati successivamente. Altre novità furono la revisione dei sedili anteriori e delle ruote da 20 pollici, che erano disponibili sulle versioni FX4, Lariat e King Ranch. Per la prima volta venne offerto come optional il navigatore satellitare, che fu disponibile sulle versioni Lariat e King Ranch, e sul rinnovato allestimento Harley-Davidson, che era offerto anche a trazione posteriore. Furono anche disponibili gli allestimenti XL, FX4, XLT Chrome, FX2 Sport e XRT. Questa generazione di F-150 ottenne ottimi punteggi nei crash test frontali. Nel 2007 debuttò l'allestimento Foose.
Nel 2004 questa serie di F-150 vinse il premio, della rivista Motor Trend, “Autocarro nordamericano dell'anno”.
I motori disponibili furono:
| Motore                        | Anni      | Potenza | Coppia  |
| ----------------------------- | --------- | ------- | ------- |
| 4,2 L di cilindrata, Essex V6 | 2004–2008 | 202 CV  | 350 N•m |
| 4,6 L Triton V8               | 2004–2007 | 231 CV  | 397 N•m |
| 4,6 L Triton V8               | 2008      | 248 CV  | 397 N•m |
| 5,4 L Triton V8               | 2004–2008 | 300 CV  | 495 N•m |

Questa generazione di F-Series è stata assemblata a Cuautitlán (Messico), Dearborn, Kansas City, Norfolk e Valencia (Venezuela).
In Messico questa generazione di F-Series è conosciuta come Ford Lobo.

## Dodicesima serie (2009-2016)
La Ford ha presentato la nuova serie dell'F-150 al salone dell'automobile di Detroit nel gennaio del 2008. Il modello possiede degli interni migliorati, una calandra rinnovata, ed è consentita la scelta tra diversi allestimenti e tra differenti cabine di guida. Il telaio ora è più leggero, è costituito da un acciaio migliore e consente una capacità di traino migliore.
Al top della gamma, l'allestimento Platinum dell'F-150 ha sostituito il Lincoln Mark LT. Comunque, in Messico, il modello è ancora venduto come Lincoln Mark LT. L'F150 standard è commercializzato invece come Ford Lobo, mentre in Venezuela è venduto come F-250.
L'F-150 possiede, per gli impatti laterali, gli airbag laterali e delle protezioni per la prima e seconda serie di sedili. Il modello possiede anche un sistema elettronico che impedisce il ribaltamento ed il controllo della stabilità.
Nel 2010, la divisione speciale della Ford, la SVT, ha realizzato una versione speciale del Ford F-150 Mk XII, denominata Raptor. Tale modello è lungo 5 metri e 89 cm e monta un propulsore V8 benzina da 6,2 litri dalla potenza di 411 cv e una coppia di 590 Nm. Il motore inoltre consuma un litro di carburante ogni 6 km. Meccanicamente, è stato inserito un differenziale centrale Torsen, un cambio automatico a 6 rapporti a gestione elettronica, ammortizzatori Fox Racing Shox, sospensioni con escursione maggiorata e cerchi da 17'. Tra la dotazione della vettura sono presenti un monitor da 8 pollici con navigatore satellitare, una telecamera posteriore e sedili in pelle.
Nel 2011, il modello è stato rinnovato. Nello stesso anno, la Ferrari ha inizialmente chiamato la propria monoposto di Formula 1, che avrebbe dovuto correre il Campionato mondiale 2011, Ferrari F-150 (Poiché nel 2011 ricadeva il 150º anniversario dell'unità d'Italia). Dato che F-150 è anche il nome di uno dei modelli della F-Series, la Ford ha minacciato di citare in giudizio la scuderia di Maranello. A seguito di questa intenzione, la Ferrari ha ribattezzato la propria monoposto Ferrari 150º Italia.
Questa generazione di F-Series è costruita sul pianale P2. Il motore è anteriore, mentre la trazione è integrale o posteriore. È assemblata a Cuautitlán (Messico), Dearborn, Kansas City e Valencia (Venezuela).
I motori disponibili sono:
| Motore                  | Anni      | Potenza            | Coppia              |
| ----------------------- | --------- | ------------------ | ------------------- |
| 4,6 L di cilindrata, V8 | 2009–2010 | 248 CV @ 4750 giri | 399 N•m @ 4000 giri |
| 4,6 L V8                | 2009–2010 | 292 CV @ 5700 giri | 430 N•m @ 4000 giri |
| 5,4 L V8                | 2009–2010 | 310 CV @ 5000 giri | 495 N•m @ 3500 giri |
| 5,4 L V8                | 2009–2010 | 320 CV @ 5000 giri | 530 N•m @ 3500 giri |
| 3,7 L V6                | 2011–2014 | 302 CV @ 6500 giri | 377 N•m @ 4000 giri |
| 3,5 L Ecoboost V6       | 2011–2014 | 365 CV @ 5000 giri | 570 N•m @ 2500 giri |
| 5 L V8                  | 2011–2014 | 360 CV @ 5500 giri | 520 N•m @ 4250 giri |
| 6,2 L V8                | 2010–2014 | 411 CV @ 5500 giri | 588 N•m @ 4500 giri |

I cambi disponibili sono:
- quattro rapporti automatico;
- sei rapporti automatico.

## Tredicesima serie (2015-2020)
La tredicesima generazione della Ford F-150 è stata presentata al Salone dell'automobile di Detroit il 13 gennaio 2014. Costruita sulla base di una piattaforma tutta nuova, la nuova Ford F-150 ha segnato l'adozione, per la prima volta su questo modello, di un corpo vettura completamente in alluminio.
I motori disponibili sono:
| Motore                                      | Anni      | Potenza            | Coppia              |
| ------------------------------------------- | --------- | ------------------ | ------------------- |
| 3,3 L Cyclone di cilindrata, V6             | 2018–2020 | 290 CV @ 6500 giri | 359 N•m @ 4000 giri |
| 3,5 L Cyclone V6                            | 2015–2017 | 282 CV @ 6500 giri | 343 N•m @ 4000 giri |
| 2,7 Ecoboost L V6 (1 gen.)                  | 2015–2017 | 325 CV @ 5750 giri | 508 N•m @ 3000 giri |
| 2,7 Ecoboost L V6 (2 gen.)                  | 2018–2020 | 325 CV @ 5000 giri | 542 N•m @ 2750 giri |
| 3,5 L EcoBoost V6 (1 gen.)                  | 2015–2016 | 365 CV @ 5000 giri | 569 N•m @ 2500 giri |
| 3,5 L Ecoboost V6 (2 gen. "D35")            | 2017–2020 | 375 CV @ 5000 giri | 637 N•m @ 3500 giri |
| 3,5 L Ecoboost V6 (2a gen. Alto rendimento) | 2017–2020 | 450 CV @ 5000 giri | 691 N•m @ 3500 giri |
| 5.0 L Coyote V8                             | 2015–2017 | 385 CV @ 5750 giri | 525 N•m @ 3850 giri |
| 5.0 L Coyote V8                             | 2018–2020 | 395 CV @ 5750 giri | 542 N•m @ 4500 giri |
| 3.0 L PowerStroke V6                        | 2018–2020 | 250 CV @ 3250 giri | 597 N•m @ 1750 giri |

I cambi disponibili sono:
- quattro rapporti automatico;
- dieci rapporti automatico.

## Quattordicesima serie (dal 2021)
La quattordicesima generazione del Ford F-Series è stata mostrata al pubblico per la prima volta il 25 giugno 2020, attraverso una presentazione dal vivo in streaming su Internet per il modello del 2021. Ad impatto visivo assomiglia alla tredicesima generazione, l'F-150 2021 ha subito una riprogettazione del 92% delle sue parti, riportando solo la struttura della cabina e del pick-up.
I motori disponibili sono:
| Motore                          | Anni  | Potenza            | Coppia              |
| ------------------------------- | ----- | ------------------ | ------------------- |
| 3.3 L Cyclone di cilindrata, V6 | 2021- | 290 CV @ 6500 giri | 359 N•m @ 4000 giri |
| 5.0 L Coyote V8                 | 2021  | 400 CV @ 6000 giri | 556 N•m @ 4250 giri |
| 2.7 L Ecoboost V6               | 2021- | 325 CV @ 5000 giri | 542 N•m @ 3000 giri |
| 3.5 L Ecoboost V6               | 2021- | 400 CV @ 6000 giri | 680 N•m @ 3100 giri |
| 3.5 L EcoBoost V6               | 2021- | 450 CV @ 5000 giri | 690 N•m @ 3500 giri |
| 3.5 L Ecoboost V6               | 2021- | 430 CV @ 6000 giri | 773 N•m @ 3100 giri |
| 3.0 L Powerstroke V6 ●          | 2021- | 250 CV @ 3250 giri | 597 N•m @ 1750 giri |
| 5.2 L Predator V8               | 2023- | 700 CV @ 6650 giri | 868 N•m @ 4250 giri |

● Ancora venduto in mercati selezionati al di fuori del Nord America
I cambi disponibili sono:
- dieci rapporti automatico